# Diaparsis juncuda
Diaparsis juncuda är en stekelart som först beskrevs av Holmgren 1860.  Diaparsis juncuda ingår i släktet Diaparsis, och familjen brokparasitsteklar. Arten är reproducerande i Sverige.